# Українські спеціальні системи

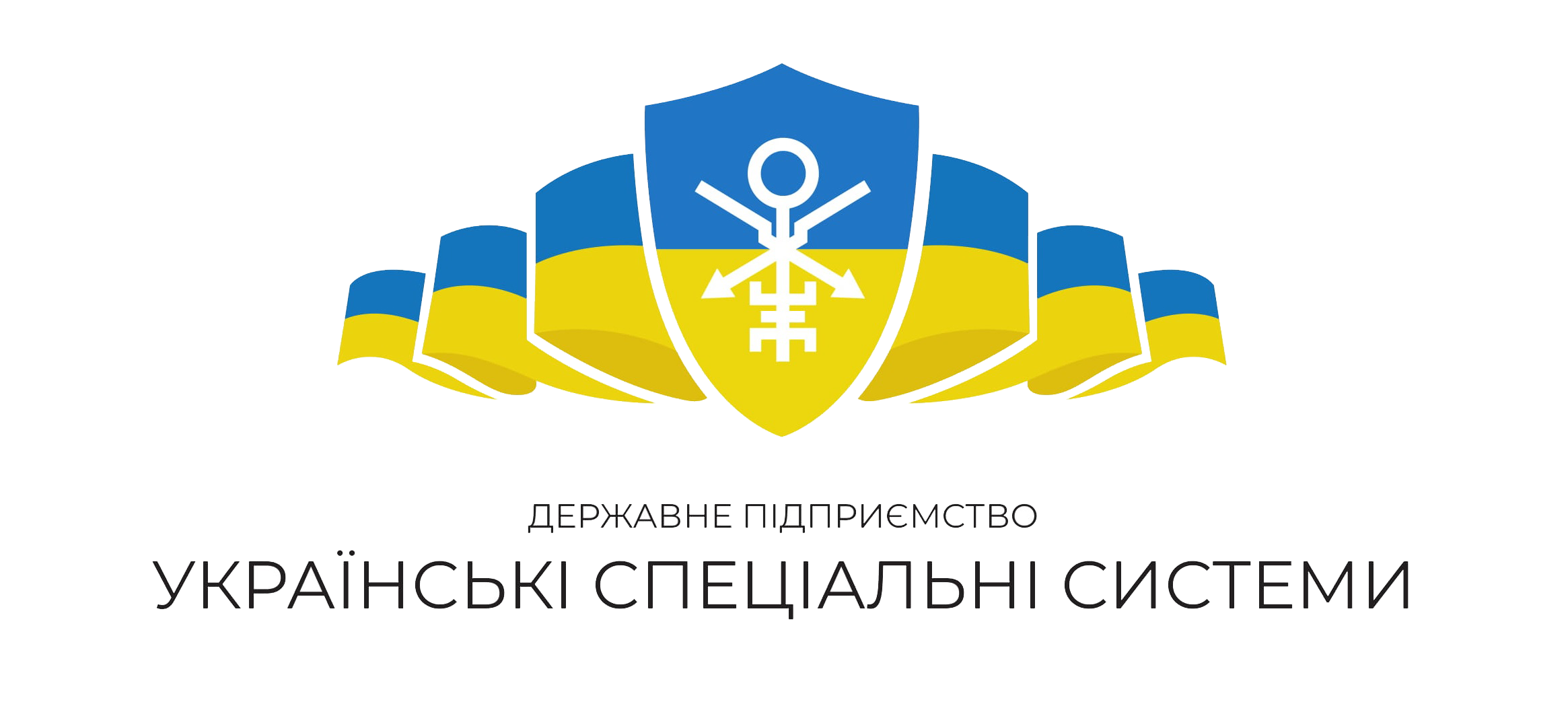

Державне підприємство «Українські спеціальні системи» (ДП «УСС») — державне підприємство у структурі Державної служби спеціального зв'язку та захисту інформації України.

## Історія
Створене 6 грудня 2002 наказом Департаменту спеціальних телекомунікаційних систем та захисту інформації Служби безпеки України. 9 січня 2003 року підприємство було зареєстровано та розпочало свою діяльність.

## Ключові особи
- Генеральний директор підприємства — Дмитриченко Михайло Віталійович.[1]

## Основні напрямки діяльності
Підприємство утворене для розгортання та забезпечення функціонування Національної системи конфіденційного зв'язку (НСКЗ), а також здійснення виробничої, комерційної, господарської, фінансової та інших видів діяльності, для задоволення потреб органів державної влади, юридичних та фізичних осіб з метою одержання прибутків.
Діяльність підприємства здійснюється за такими напрямками:
- Побудова спеціальної захищеної інформаційно-телекомунікаційної системи Кабінету Міністрів України та підключення до неї органів виконавчої влади в м. Києві.
- Проектування побудови мобільних компонент НСКЗ — стільникової та транкінгової.
- Побудова та атестація комплексних систем захисту інформації об'єктів інформаційної діяльності.
- Державна експертиза обладнання, програмних та програмно-апаратних засобів, які передбачається використовувати в НСКЗ, за критеріями технічного та криптографічного захисту інформації.
- Розробка та реалізація систем і засобів захисту інформації в глобальних мережах передачі даних, насамперед Інтернет.
- Забезпечення захисту від «вірусів» в телекомунікаційно-інформаційних мережах.
- Розробка та впровадження спеціалізованого програмного забезпечення.
- Перепідготовка та навчання спеціалістів в галузях технічного та криптографічного захисту інформації.
- Дослідження, дослідно-конструкторські роботи в галузях технічного та криптографічного захисту інформації.
- Виробництво спеціального телекомунікаційного обладнання та засобів технічного та криптографічного захисту інформації.
- Створення захищеного документообігу, впровадження електронного цифрового підпису.

Підприємство має ліцензії на діяльність в галузі криптографічного захисту інформації, технічного захисту інформації та імпорт-експорт компакт-дисків, також спеціальний дозвіл на провадження діяльності, пов'язаної з державною таємницею.
Підприємство має право на здійснення державної зовнішньої торгівлі, акредитоване на митниці, зареєстроване в Державній службі експертного контролю України як суб'єкт здійснення міжнародних передач товарів, має рахунки для розрахунків в іноземній валюті.

## Централізована закупівельна організація
Державне підприємство «Українські спеціальні системи» організовує та проводить тендери та закупівлі та закупівлі за рамковими угодами товарів і послуг (крім поточного ремонту) в інтересах замовників згідно із Законом України “Про публічні закупівлі”.
Розпорядженням Кабінету Міністрів України № 233-р від 24 березня 2021 р. Державне підприємство «Українські спеціальні системи» визначено центральною закупівельною організацією.
Згідно з вимогами розпорядження централізована закупівельна організація проводить тендери та закупівлі за рамковими угодами товарів, згідно з додатком 1 до розпорядження, в інтересах замовників – міністерств та інших органів виконавчої влади, згідно з додатком 2 до розпорядження, за рахунок коштів державного бюджету, крім випадку, коли ці товари замовник закуповує із застосуванням переговорної процедури закупівлі.
В інтересах інших замовників ДП «УСС» організовує та проводить тендери та закупівлі за рамковою угодою товарів і послуг (крім поточного ремонту) за винагороду в установленому розпорядженням розмірі.